# Not So Happy to Be Sad
Not So Happy to Be Sad è il quarto album studio della band ska punk italiana Shandon. Sono 13 tracce caratterizzate, ancor più di Fetish, da ritmi veloci e richiami continui al punk più estremo e spesso sfocianti nell'hardcore.
Olly e compagni tornano a riempire il CD con brani in lingua inglese, molto più adattabile al genere proposto all'interno del cd.

## Tracce
1. Washin' Machine – 2:27
2. Sesto Senso – 2:32
3. Betray – 2:23
4. Evoluzione – 2:13
5. Bad Smell – 2:47
6. Opportunity – 2:37
7. Legacy – 2:39
8. My Friends – 2:17
9. Stubnitz – 3:13
10. Adondo – 2:50
11. Virus – 2:24
12. Sangue – 2:38
13. Noir – 3:08

## Formazione
- Olly - voce e chitarra
- Andrea - basso e voce
- Marco - chitarra e voce
- Max - trombone
- Pedro - tromba
- Walter - batteria